# فرچییا
فرچییا (به اسپانیایی: Frechilla) یک شهرستان در اسپانیا است که در استان پالنسیا واقع شده‌است.

## خصوصیات
فرچییا ۳۴ کیلومترمربع مساحت و ۲۴۹ نفر جمعیت دارد.